# Kroatien i olympiska sommarspelen 2016
Kroatien deltog genom Kroatiens olympiska kommitté vid de 31:a olympiska sommarspelen som hölls den 5–21 augusti 2016 i Rio de Janeiro i Brasilien. Det var den sjunde gången som Kroatien deltog som självständig nation i de olympiska sommarspelen. Med ett slutresultat på tio medaljer (varav fem guldmedaljer) var det landets ditintills medaljrikaste olympiska spel.   

## Medaljörer
| Medalj | Namn | Sport      | Gren                             | Datum      |
| ------ | --- | ---------- | -------------------------------- | ---------- |
| Guld   | Josip Glasnović | Skytte     | Herrarnas trap                   | 8 augusti  |
| Guld   | Martin Sinković Valent Sinković | Rodd       | Herrarnas dubbelsculler          | 11 augusti |
| Guld   | Sandra Perković | Friidrott  | Damernas diskuskastning          | 16 augusti |
| Guld   | Šime Fantela Igor Marenić | Segling    | Herrarnas 470                    | 18 augusti |
| Guld   | Sara Kolak | Friidrott  | Damernas spjutkastning           | 18 augusti |
| Silver | Damir Martin | Rodd       | Herrarnas singelsculler          | 13 augusti |
| Silver | Tonči Stipanović | Segling    | Laser                            | 16 augusti |
| Silver | Kroatiens herrlandslag i vattenpolo: Josip Pavić Damir Burić Antonio Petković Luka Lončar Maro Joković Luka Bukić Marko Macan Andro Bušlje Sandro Sukno Ivan Krapić Anđelo Šetka Xavier García Marko Bijač | Vattenpolo | Herrarnas turnering i vattenpolo | 20 augusti |
| Brons  | Filip Hrgović | Boxning    | Herrarnas supertungvikt          | 19 augusti |
| Brons  | Blanka Vlašić | Friidrott  | Damernas höjdhopp                | 20 augusti |

## Deltagare och sportgrenar
Kroatiens trupp vid de olympiska sommarspelen 2016 bestod av 86 deltagare som tävlade i 17 grenar. Av de tävlande var 19 kvinnor och 67 män.
| Sportgren  | Kvinnor | Män | Totalt |
| ---------- | ------- | --- | ------ |
| Basket     | 0       | 12  | 12     |
| Bordtennis | 0       | 1   | 1      |
| Boxning    | 0       | 2   | 2      |
| Brottning  | 0       | 1   | 1      |
| Cykling    | 0       | 2   | 2      |
| Friidrott  | 7       | 3   | 10     |
| Gymnastik  | 1       | 1   | 2      |
| Handboll   | 0       | 14  | 14     |
| Judo       | 1       | 0   | 1      |
| Rodd       | 0       | 3   | 3      |
| Segling    | 1       | 7   | 8      |
| Skytte     | 4       | 3   | 7      |
| Simhopp    | 1       | 0   | 1      |
| Simning    | 1       | 1   | 2      |
| Taekwondo  | 2       | 1   | 0      |
| Tennis     | 1       | 3   | 4      |
| Vattenpolo | 0       | 13  | 13     |
| Totalt     | 19      | 67  | 86     |

## Basket
Herrar
- Kroatiens herrlandslag i basket

## Bordtennis
Herrar
- Andrej Gaćina – herrsingel

## Boxning
Herrar
- Filip Hrgović – supertungvikt
- Hrvoje Sep – lätt tungvikt

## Brottning
Herrar
- Božo Starčević – grekisk-romersk stil, kategori upp till 75 kg

## Cykling
Herrar
- Kristijan Đurasek – landsväg
- Matija Kvasina – landsväg

## Friidrott
Damer
- Andrea Ivančević – 100 meter och 100 meter häck
- Matea Matošević – maraton
- Marija Vrajić Trošić – maraton
- Sandra Perković – diskus
- Sara Kolak – spjutkastning
- Ana Šimić – höjdhopp
- Blanka Vlašić – höjdhopp

Herrar
- Ivan Horvat – stavhopp
- Filip Mihaljević – kulstötning
- Marin Premeru – kulstötning
- Stipe Žunić – kulstötning

## Gymnastik
Damer
- Ana Đerek

Herrar
- Filip Ude

## Handboll
Herrar
- Kroatiens herrlandslag i handboll

## Judo
Damer
- Barbara Matić, mellanvikt (63–70 kg)

## Rodd
Herrar
- Damir Martin – singelsculler
- Martin Sinković och Valent Sinković – dubbelsculler

## Segling
Damer
- Tina Mihelić – Laser Radial

Herrar
- Luka Mratović – RS:X
- Tonči Stipanović – Laser
- Ivan Kljaković Gašpić – Finn
- Šime Fantela och Igor Marenić – 470
- Petar Cupać och Pavle Kostov – 49er

## Simhopp
Damer
- Marcela Marić – svikt

## Simning
| Idrottare       | Gren         | Heat    | Heat      | Semifinal | Semifinal | Final     | Final     |
| Idrottare       | Gren         | Tid     | Placering | Tid       | Placering | Tid       | Placering |
| --------------- | ------------ | ------- | --------- | --------- | --------- | --------- | --------- |
| Matea Samardžić | 400 m medley | 4.39,41 | 17        | i.u.      | i.u.      | Ej vidare | Ej vidare |

Damer
- Matea Samardžić – 200 meter ryggsim

Herrar
- Mario Todorović – 50 meter frisim

## Skytte
Damer
- Valentina Gustin – 10 meter luftpistol
- Marija Marović – 10 meter luftpistol och 50 meter pistol
- Snježana Pejčić – 10 meter luftpistol och 50 meter luftpistol, tre positioner
- Tanja Perec – 50 meter luftpistol, tre positioner

Herrar
- Giovanni Cernogoraz – trap
- Josip Glasnović – trap
- Petar Gorša – 10 meter luftpistol, 50 meter gevär liggande och 50 meter gevär, tre positioner

## Taekwondo
Damer
- Lucija Zaninović – 49 kg
- Ana Zaninović – 57 kg

Herrar
- Filip Grgić – 68 kg

## Tennis
Damer
- Ana Konjuh – damsingel

Herrar
- Marin Čilić – herrsingel
- Borna Ćorić – herrsingel
- Marin Čilić och Borna Ćorić – herrdubbel

## Vattenpolo
Herrar
- Kroatiens herrlandslag i vattenpolo